# أل دوبويس
أل دوبويس هو صحفي كندي، ولد في 30 يوليو 1947 في ماغوغ، كيبك في كندا.

## وصلات خارجية
- أل دوبويس على موقع IMDb (الإنجليزية)